# Az Osztrák–Magyar Monarchia címere

Osztrák–Magyar Monarchia címere 1915-től 1918-ig.

Az Osztrák–Magyar Monarchia címere az 1867-es osztrák-magyar kiegyezéstől az 1918-as felbomlásáig az ország szimbóluma volt. Az uralkodó Habsburg-Lotaringiai-ház kétfejű sasát Ausztria-Magyarország közös császári és királyi ( kuk ) intézményeire vagy a kettős monarchiára használták. Ezenkívül a valódi unióban mindkét részének megvolt a maga címere.
Mivel a kétfejű sas a megszűnt Német-római Birodalom jelvényére emlékeztetett, és egyben a reálunió ciszlajtániai (osztrák) felének jelképe is volt, a magyar kormány új közös címer bevezetését sürgette, mely 1915-ben, az I. világháború kellős közepén készült el. Az új jelvény egyesítette a Kettős Monarchia különálló feleinek címerét, amelyet a Habsburg-Lotaringiai dinasztia címere köt össze.

## Közös címer
| Címer | Dátum     | Használat           | Leírás                                              |
| ----- | --------- | ------------------- | --------------------------------------------------- |
|       | 1867–1915 | Kis közös címer     | Az Osztrák Birodalom császári-királyi ( kk ) címere |
|       | 1867–1915 | Közepes közös címer | A Monarchia elterjedt középcímere                   |
|       | 1915–1916 | Kis közös címer     | A Monarchia új középcímere                          |
|       | 1916–1918 | Kis közös címer     | A Monarchia új kiscímere                            |
|       | 1915–1918 | Közepes közös címer | Ciszlajtánia és Transzlajtániaközepes címere        |

## A két alkotmányozó ország címere
| Címer | Dátum     | Használat                   | Leírás |
| ----- | --------- | --------------------------- | --- |
|       | 1915–1918 | Ausztria közepes címere     | |
|       | 1915–1918 | Ausztria kis címere         | |
|       | 1915–1918 | Magyarország közepes címere | Az úgynevezett "angyali címer" Horvátország, Szlavónia, Dalmácia, Bosznia-Hercegovina, Erdély, Fiume városa és a Magyar Királyság címereivel |
|       | 1916–1918 | Magyarország kiscímere      | A Magyar Királyság és a Horvát Királyság címerei. E két királyság alkotta aSzent István Koronája Földjeit.                                   |

## Regionális címerek
| Címer | Dátum     | Használat                       | Leírás                        |
| ----- | --------- | ------------------------------- | ----------------------------- |
|       | 1867–1918 | Cseh Királyság                  |                               |
|       | 1867–1918 | Horvát-Szlavón Királyság        | A háromszéki királyság címere |
|       | 1867–1918 | Dalmácia Királyság              |                               |
|       | 1804–1918 | Galíciai és Lodomeria Királyság |                               |
|       | 1867–1918 | Stájer Hercegség                |                               |
|       | 1867–1918 | Isztria őrgrófja                |                               |
|       | 1878–1918 | Bosznia-Hercegovinai Kondínium  |                               |

## Fordítás
Ez a szócikk részben vagy egészben  a   Coat of arms of Austria-Hungary című angol Wikipédia-szócikk fordításán alapul.  Az eredeti cikk szerkesztőit annak laptörténete sorolja fel. Ez a jelzés csupán a megfogalmazás eredetét és a szerzői jogokat jelzi, nem szolgál a cikkben szereplő információk forrásmegjelöléseként.